# Raška (district)
Pour les articles homonymes, voir Raška.
Le district de Raška (en serbe cyrillique : Рашки округ ; en serbe latin : Raški okrug) est une subdivision administrative de la république de Serbie. Au recensement de 2011, il comptait 300 102 habitants. Le centre administratif du district est la ville de Kraljevo.
Le district est situé au sud-ouest de la Serbie.

## Villes et municipalités du district de Raška
| Nom            | Superficie (en km²) | Population 2002 | Population 2011 | Statut       |
| -------------- | ------------------- | --------------- | --------------- | ------------ |
| Kraljevo       | 1 530               | 121 707         | 124 554         | Ville        |
| Vrnjačka Banja | 239                 | 26 492          | 27 332          | Municipalité |
| Raška          | 670                 | 26 981          | 24 680          | Municipalité |
| Novi Pazar     | 742                 | 85 996          | 92 766          | Ville        |
| Tutin          | 742                 | 30 054          | 30 770          | Municipalité |
| Total          | 3 923               | 291 230         | 300 102         |              |

## Autre
La Raška, ou en français Rascie, est aussi une région historique qui fut le centre de la Serbie médiévale.